# Ковпыта
Ковпы́та (укр. Ковпи́та) — село Черниговского района Черниговской области Украины, центр сельского Совета. Расположено на реке Дубровка (Ковпыта). Расположено в 40 км от районного центра и в 4 км от железнодорожной станции Жидиничи ответвления Жукотки — полигон Гончаровское Юго-Западной железной дороги. Население 1 417 человек.
Код КОАТУУ: 7425583701. Почтовый индекс: 15544. Телефонный код: +380 462.

## История
Возникло село Ковпыта в первой половине XV в. Советская власть установлена в январе 1918 г. На фронтах Великой Отечественной войны в борьбе против немецких войск принимали участие 935 жителей села, из них 840 награждены орденами и медалями, в память о 408 погибших земляках в селе сооружён обелиск. Установлен памятник на братской могиле советских воинов, павших при форсировании Днепра в сентябре 1943 года. Здесь же похоронен Герой Советского Союза сержант И. Н. Грачёв (русский).

## Власть
Орган местного самоуправления — Ковпытский сельский совет. Почтовый адрес: 15544, Черниговская обл., Черниговский р-н, с. Ковпыта, ул. Грачёва, 3, тел. 68-63-31, факс 68-63-35.
Ковпытскому сельскому совету, кроме села Ковпыта, подчинены:
- село Жидиничи,
- село Шульговка и
- посёлок Ревунов Круг.